# Craig Wasson
Craig Wasson (15 de marzo de 1954) es un actor estadounidense. Su actuación más recordada se dio en la película Doble de Cuerpo de Brian De Palma, en 1984.
Wasson también se ha desempeñado como narrador de audiolibros. Entre sus narraciones más destacadas se encuentra la novela 11/22/63 de Stephen King y algunas obras de James Ellroy y John Grisham.

## Filmografía
- Sasquatch Mountain (2006)
- Akeelah and the Bee (2006)
- Tracks (2005)
- Ghost Rock (2004)
- Puerto Vallarta Squeeze (2004)
- New Alcatraz (2002)
- Epoch (2001)
- Under Pressure (2000)
- The Last Best Sunday (1999)
- The Pornographer (1999)
- Ajuste de cuentas (1998)
- Velocity Trap (1997)
- The Tomorrow Man (1996)
- Trapped in Space (1994)
- Malcolm X (1992)
- Midnight Fear (1990)
- A More Perfect Union (1989)
- BUM RAP(1988)
- Tales from the Darkside - "The Geezenstacks"
- A Nightmare on Elm Street 3: Dream Warriors (1987)[2]
- The Men's Club (1986)
- Body Double (1984)
- Second Thoughts (1983)
- Ghost Story (1981)
- Four Friends (1981)
- Nights at O'Rear's (1980)
- Schizoid (1980)
- The Outsider (1980)
- Carny (1980)
- Go Tell the Spartans (1978)
- Rollercoaster (1977)
- The Boys in Company C (1977)